# 4K 해상도

공통 방송 해상도의 비교.

4K 해상도(4K , 4K Ultra High Definition; 4K Ultra HD; 4K UHD)는 가로 해상도가 4 Kilo Pixel (4 KP)로 차세대 고화질 해상도를 지칭하는 용어이다. 2012년 기준 표준이 확립되지 않아 3,840×2,160과 4,096×2,160의 두 가지 제품이 출시되었으나, 현재는 3,840×2,160 해상도의 제품이 출시되고 있다.
전미가전협회(Consumer Electronics Association)는 4K를 텔레비전 방송용 풀 HD 1,920 x 1,080의 4배인 3840×2160으로 정하고 있다. 그런데 디지털 시네마의 표준규격인 Digital Cinema Initiatives (DCI)에서 규정된 4K는 4,096×2,160 로 정하고 있다.
2009년 1월 기준으로 고가의 업무용 기기를 중심으로 발표되었으며, 가전 제품은 아니지만 도시바가 2011년 12월에 세계 최초로 4K2K 패널 탑재한 LCD TV를 발표하는 등 지원하는 기기가 많아지기 시작했다.
대한민국의 경우, KBS와 SBS의 지상파 UHD방송이 2017년 5월 말부터 수도권 지역에서 시작되었다. 그러나 전체 프로그램의 일부분이 5~10%만이 UHDTV용으로 송출되고 있어 완전히 보급되었다고 단정 짓기는 어렵다. 지상파 UHD 방송이 전국적으로 일제히 확대되는 시기는 2021년이다.
4K급의 UHD(초고해상도)는 새로운 동영상 규격으로 주목받고 있다. 또한 해당 규격의 디스플레이나 프로젝터는 일반용으로 판매되고 있다. 그러나 저장방법이나 배선방법 등이 표준화되지 않았고, 이에 따라 콘텐츠도 아직 규격화되지 않았다. 따라서, UHD 콘텐츠가 완전히 보급되려면 앞으로도 꽤 오랜 시일이 걸릴 전망이다.

## 방송 상용화
대한민국에서는 2015년부터 케이블 상용화, 2018년 지상파 상용화를 목표로 2013년 시험 방송에 들어갔다.2017년 5월 31일부터 수도권 지역을 기준으로, UHD 지상파 본 방송을 시작했고, 일본에서는 2014년 7월부터 4K 텔레비전 방송을 시작했다.
가로 화소수 8,000 × 수직 화소 수 4,000 전후의 해상도를 지원하는 영상과 장비를 8K라고도 부른다. NHK는 초고선명 텔레비전 (화소수: 7,680 × 4,320) 스펙을 수립하고, 2025년 본 방송 개시를 목표로 하고 있다.

## 해상도
| 포맷                       | 해상도      | 가로세로비        | 화소      |
| -------------------------- | ----------- | ----------------- | --------- |
| 초고선명 텔레비전          | 3840 × 2160 | 1.78:1 (16:9)     | 8,294,400 |
| 울트라 와이드 텔레비전     | 3840 × 1600 | 2.40:1 (12:5)     | 6,144,000 |
| DCI 4K (네이티브 해상도)   | 4096 × 2160 | 1.90:1 (256:135)  | 8,847,360 |
| DCI 4K (시네마스코프 크롭) | 4096 × 1716 | 2.39:1 (1024:429) | 7,020,544 |
| DCI 4K (플랫 크롭)         | 3996 × 2160 | 1.85:1 (999:540)  | 8,631,360 |

## 같이 보기
- 초고선명 텔레비전